# Trémauville
Trémauville ist eine französische Gemeinde mit 100 Einwohnern (Stand: 1. Januar 2022) im Département Seine-Maritime in der Region Normandie (vor 2016 Haute-Normandie). Sie Teil des Kantons Saint-Valery-en-Caux (bis 2015 Fauville-en-Caux). Die Einwohner werden Trémauvillais genannt.

## Geographie
Trémauville liegt etwa 42 Kilometer ostnordöstlich von Le Havre im Pays de Caux. Umgeben wird Trémauville von den Nachbargemeinden Ypreville-Biville im Norden, Hattenville im Süden und Osten sowie Tocqueville-les-Murs im Nordwesten.

## Bevölkerung
| Bevölkerungsentwicklung   | Bevölkerungsentwicklung | Bevölkerungsentwicklung | Bevölkerungsentwicklung | Bevölkerungsentwicklung | Bevölkerungsentwicklung | Bevölkerungsentwicklung | Bevölkerungsentwicklung | Bevölkerungsentwicklung |
| ------------------------- | ----------------------- | ----------------------- | ----------------------- | ----------------------- | ----------------------- | ----------------------- | ----------------------- | ----------------------- |
| Jahr                      | 1962                    | 1968                    | 1975                    | 1982                    | 1990                    | 1999                    | 2006                    | 2013                    |
| Einwohner                 | 92                      | 82                      | 82                      | 96                      | 98                      | 89                      | 91                      | 102                     |
| Quelle: Cassini und INSEE |                         |                         |                         |                         |                         |                         |                         |                         |

## Sehenswürdigkeiten
- Kirche Saint-Riquier aus dem 18. Jahrhundert
- Steinkreuz aus dem 17. Jahrhundert